# Manoir de Cailletot
Le manoir de Cailletot ou Caltot ou Calletot est une demeure du XVe siècle qui se dresse sur le territoire de la commune française de Bolbec, dans le département de la Seine-Maritime, en région Normandie. L'édifice est partiellement protégé au titre des monuments historiques.

## Localisation
Le manoir est situé à gauche de la route D 6015 qui évite Bolbec, en limite avec la commune de Beuzevillette, dans le département français de la Seine-Maritime.

## Historique
Le manoir est bâti au XVe siècle par la famille d'Esmalleville, dont plusieurs membres furent gouverneurs de Caudebec. En 1486, Jean d'Esmaleville, seigneur de Calletot épousa Marie Marguerie, dame de Panneville,.
Quant à la haute porterie, restée inachevée, elle a été dressée dans la première moitié du XVIe siècle.

## Description

### Le manoir
Haut d'un étage, en colombage sur un rez-de-chaussée en pierre blanche, il est flanqué d'une petite tour ronde et porte les armes de la famille d'Esmalleville.

### La porterie
Elle se compose d'un étroit corps de bâtiment que flanquent deux hautes tourelles cylindriques dont l'architecture fait appel à des matériaux traditionnels : brique, pierre blanche, grès et silex.

## Protection
Au titre des monuments historiques :
- le manoir est classé par arrêté du 28 mai 1931 ;
- le domaine contigu au manoir : porterie ; pigeonnier ; façades et toitures de la maison d'habitation à pans de bois sont inscrits par arrêté du 27 janvier 1962.